# Jasper, Florida
Jasper är administrativ huvudort i Hamilton County i den amerikanska delstaten Florida. Orten har fått sitt namn efter sergeant William Jasper som deltog i amerikanska frihetskriget. En av ortens sevärdheter är countyts historiska museum som ursprungligen var countyts fängelse.

## Kända personer från Jasper
- Alex Brown, utövare av amerikansk fotboll